# Hermann Maas (Theologe)
Hermann Ludwig Maas (* 5. August 1877 in Gengenbach, Baden; † 27. September 1970 in Mainz-Weisenau) war ein evangelischer Pfarrer und Pionier des jüdisch-christlichen Dialogs. Er war Zionist und lebenslanger Freund Martin Bubers. Ab 1915 war er Pfarrer an der evangelischen Hauptkirche, der  Heiliggeistkirche, in Heidelberg und ab 1933 Mitglied im Pfarrernotbund. 1952 wurde er zum Ehrenbürger der Stadt Heidelberg gewählt.

## Leben
Nach seiner Schulzeit in Gernsbach (Baden) und dem Studium der evangelischen Theologie in Halle (Saale), Straßburg und Heidelberg, wo er der Akademisch-Theologischen Verbindung Wartburg angehörte, wirkte Hermann Maas zunächst als Vikar in Rheinbischofsheim und Weingarten und war ab 1903 als Pfarrer in Laufen/Sulzburg tätig. Ab 1915 war er Pfarrer an der Heiliggeistkirche in Heidelberg.

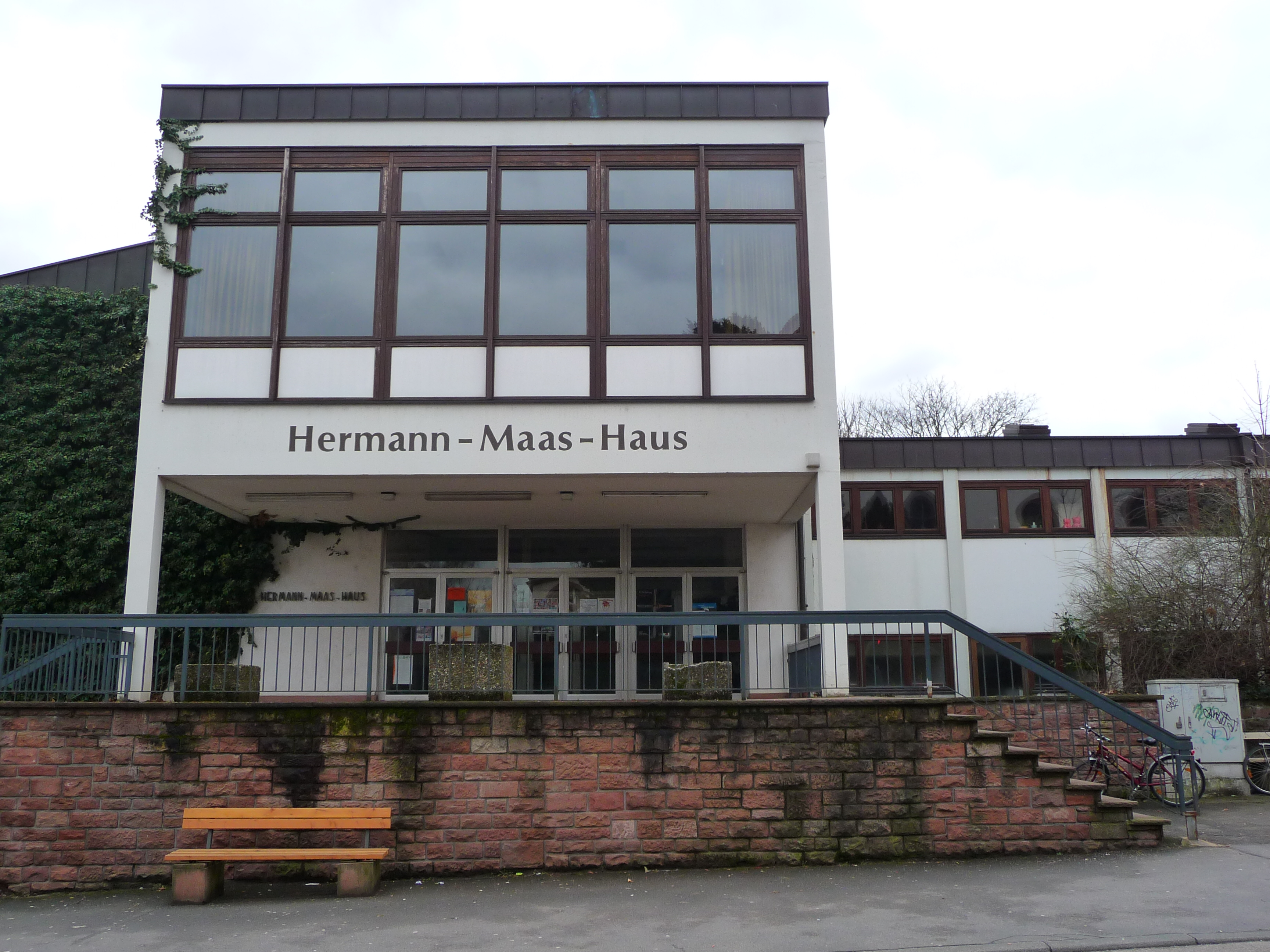
Hermann-Maas-Haus in Heidelberg-Kirchheim

Maas war politisch interessiert und engagierte sich in der politischen Arbeit. Sein lebenslanges Interesse war die friedliche Verständigung der Völker und Religionen. Maas knüpfte hierbei umfangreiche internationale Kontakte, die ihm bei seiner Hilfetätigkeit zugunsten verfolgter Juden in der Zeit des Nationalsozialismus zugutekamen.
1903 nahm er am 6. Zionistenkongress in Basel teil, woraufhin er sich selber einen (christlichen) Zionisten nannte. 1913–1922 leitete er die liberale Zeitschrift Süddeutsche Blätter für Kirche und freies Christentum und war als Vertreter der Kirchlich-liberalen Vereinigung von 1914 bis 1919 Mitglied der badischen Generalsynode. 1918 trat er der DDP (Deutsche Demokratische Partei) bei und war für diese über zwei Legislaturperioden im Heidelberger Stadtrat tätig.
1919 schloss er sich den Freimaurern an und wurde Mitglied der Neuwieder Johannisloge. 1925 war er Delegierter bei der Tagung des Weltbundes für Internationale Freundschaftsarbeit der Kirchen in Stockholm. In demselben Jahr verursachte er einen Skandal, weil er bei der Beerdigung von Reichspräsident Friedrich Ebert eine Traueransprache hielt. Da Ebert katholisch getauft und später aus der Kirche ausgetreten war, erfolgten daraufhin disziplinarische Maßnahmen gegen Maas durch seine deutschnational gesinnten und gegen die Republik eingestellten Vorgesetzten in der Badischen Landeskirche.
1932 trat Maas dem Verein zur Abwehr des Antisemitismus bei. Vom 1. April bis zum 1. Juli 1933 reiste er das erste Mal durch Palästina. Auch im Pfarrernotbund engagierte er sich seit 1933/1934. In Heidelberg leitete er eine Hilfsstelle für rassisch Verfolgte und arbeitete eng mit dem Büro Grüber in Berlin zusammen. Emil Fuchs schreibt, er habe eine regelrechte „Untergrundbahn“ (ein Begriff aus der US-amerikanischen Sklavenbefreiung) für Verfolgte organisiert. Gemeint ist damit, dass Maas mit seinen internationalen Kontakten bis zum Kriegsbeginn 1939 vielen Juden zur Auswanderung verhelfen konnte. Trotz Berufsverbots predigte er gegen die Judenverfolgung der Nazis. 1943 wurde er auf Druck des Regimes durch den badischen Evangelischen Oberkirchenrat zwangsweise in den Ruhestand versetzt. Schließlich wurde er zur Zwangsarbeit nach Frankreich verschleppt.
Nach der Befreiung 1945 nahm er seine Tätigkeit als Pfarrer wieder auf. 1945 unterlag er Julius Bender bei der Wahl zum Landesbischof der Evangelischen Landeskirche in Baden, wurde aber im nächsten Jahr Kreisdekan (ab 1956 mit dem Titel Prälat) im Kirchenkreis Nordbaden. 1965 trat er in den Ruhestand. Auch seine internationale Arbeit setzte er fort. Maas war der erste christliche Deutsche, der offiziell vom Staat Israel (vom Religionsministerium, das Rabbiner Jehuda Leib Maimon leitete) zu einem Besuch im Land eingeladen und empfangen wurde. Im März und April 1950 hielt er sich in Israel auf. 1952 wurde ein Wald in Israel nach Hermann Maas benannt, und 1953 erhielt er zum zweiten Mal eine Einladung der israelischen Regierung. Die Holocaust-Gedenkstätte Yad Vashem ehrte Maas mit einer der höchsten Auszeichnungen des Staates Israel als Gerechter unter den Völkern. In den Jahren 1958, 1962 und 1967 unternahm er weitere Israelreisen. Maas gehörte dem Kuratorium der 1963 gegründeten Deutsch-Israelischen Studiengruppe Heidelberg an.
Seit 1904 war Hermann Maas mit Kornelie Hesselbacher (1879–1975) verheiratet. Aus der Ehe entstammen drei Töchter.

## Ehrungen

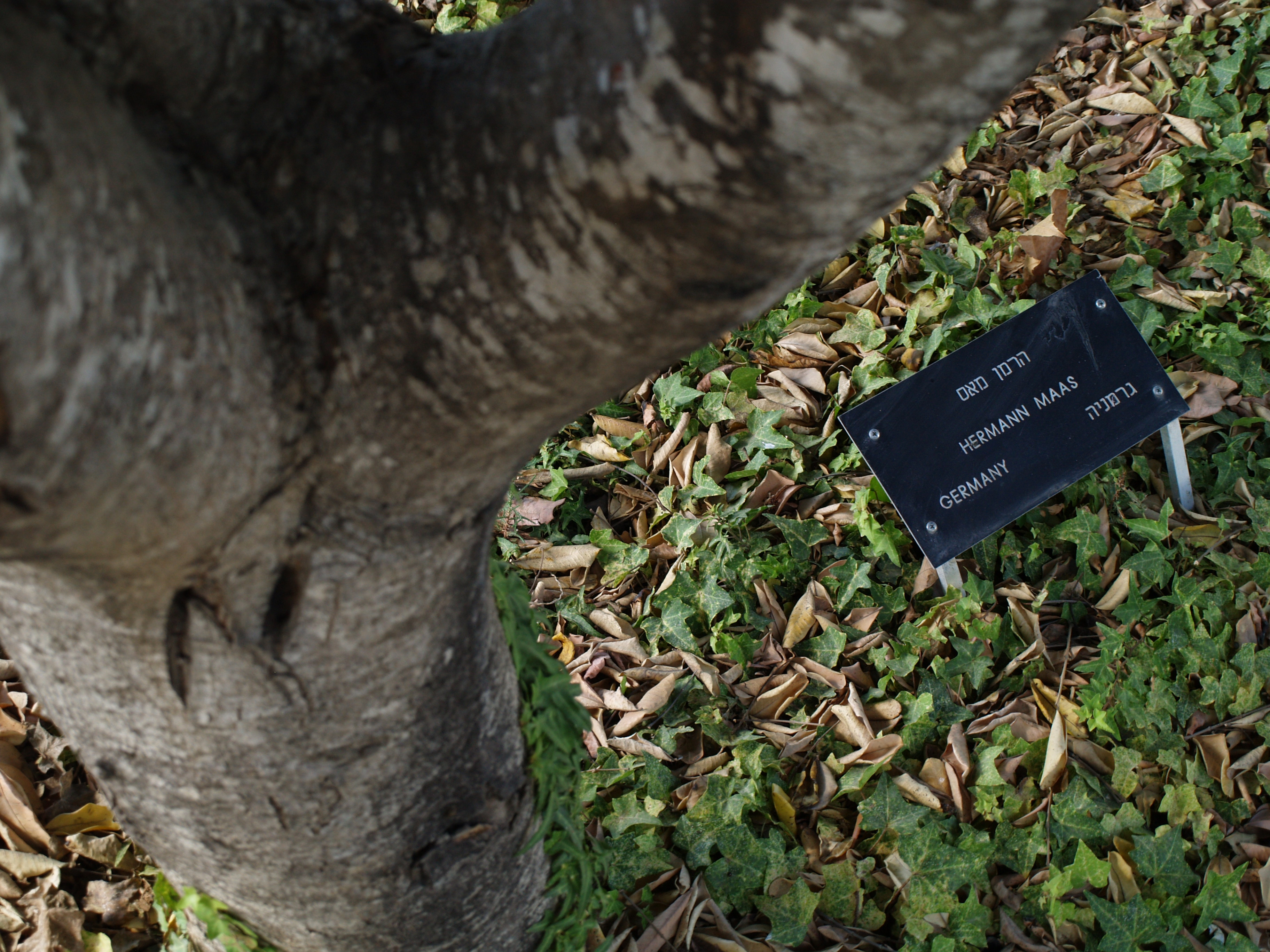
Baum zu Ehren von Hermann Maas, Yad Vashem/Jerusalem 2008

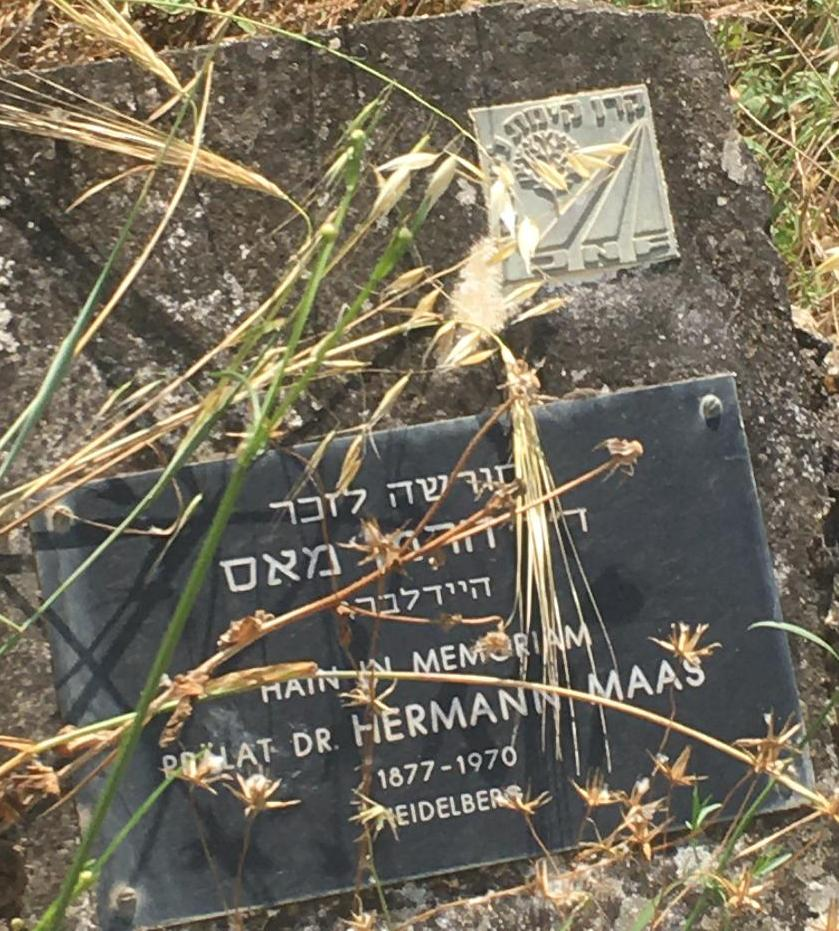
Gedenkstein im Maas-Hain, direkt östlich vom Park Maʿejan Charod/Gilboa, Israel 2023

Hermann Maas wurde vielfältig ausgezeichnet. 1949 wurde er als erster nichtjüdischer Deutscher nach Israel eingeladen.
- 1947: Ehrendoktor der Heidelberger Theologischen Fakultät
- 1952: Ehrenbürger der Stadt Heidelberg
- 1953: Am 29. September 1953 traf Herrmann Maas aufgrund einer offiziellen Einladung des Staates Israel als erster christlicher Deutscher zu einem mehrmonatigen Besuch in Israel ein.[11]
- 1953/81: Auf den Gilboabergen in Israel wurde innerhalb des Wingate-Waldes zu seinen Ehren der Hermann-Maas-Hain gepflanzt.[12] Im März 1981 wurde hier für ihn vom Jüdischen Nationalfonds ein Gedenkstein errichtet.[13]
- 1954: Großes Verdienstkreuz der Bundesrepublik Deutschland[14]
- 1964: Yad Vashem, Medaille: Gerechter unter den Völkern[11][15]
- 1965: Heidelbergs israelische Partnerstadt Rehovot benannte nach ihm eine Straße im östlichen Stadtteil „Qiryat HaYovel“.
- 2006: In der Heiliggeistkirche Heidelberg wurde eine Gedenktafel für Hermann Maas angebracht.[16]

## Publikationen
- Skizzen von einer Fahrt nach Israel. Evangelischer Pressverband für Baden, Karlsruhe 1950.
- Jerusalem, das droben ist, in: Für Arbeit und Besinnung. Kirchlich-Theologische Halbmonatsschrift, 4. Jg., Nr. 14 (15. Juli 1950), S. 314–321 (Die damalige Lage Jerusalems und des Staates Israel kurz nach seiner Gründung)
- Der Staat Israel. Vergangenheit Gegenwart Zukunft, Lichtweg Verlag, Essen 1950.
- Anwalt der Verfolgten - Rückblick eines 75jährigen (1952), in: Werner Keller u. a. (Hrsg.): Leben für Versöhnung – Hermann Maas, 2. Aufl., Hans Thoma Verlag, Karlsruhe 1997, S. 12–28.
- - und will Rachels Kinder wieder bringen in das Land. Reiseeindrücke aus dem heutigen Israel. Eugen Salzer Verlag, Heilbronn 1955.
- Wer in Israel nicht an Wunder glaubt, ist kein Realist. In: Otto Hof (Hrsg.): Dienende Kirche. Hans Thoma Verlag, Karlsruhe 1963, S. 367–383.